# デヨファイシオ・ゼーファイク
デヨファイシオ・ゼーファイク（Deyovaisio Zeefuik, 1998年3月11日 - ）は、オランダ・アムステルダム出身のサッカー選手。ヘルタ・ベルリン所属。ポジションはDF（右サイドバック）。

## クラブ歴
アヤックス・アムステルダムによって育成され、2017年4月16日、エールディヴィジ第31節SCヘーレンフェーン戦にてトップチームデビュー。
2018年1月30日、FCフローニンゲンにシーズン終了まで買い取りオプション付きで期限付き移籍した。2018年5月18日には、同クラブへ完全移籍し3年契約を結ぶことが発表された。
2020年8月6日、ヘルタ・ベルリンへの移籍が発表された。
2022年1月15日、ブラックバーン・ローヴァーズFCへ買取オプション付きのレンタル移籍が発表された。
2023年1月16日、同胞のヤイデン・ブラーフと共にエラス・ヴェローナFCへ加入。シーズン終了までのローンとなり買い取りオプションが付帯する。